# Dodekaschoinos

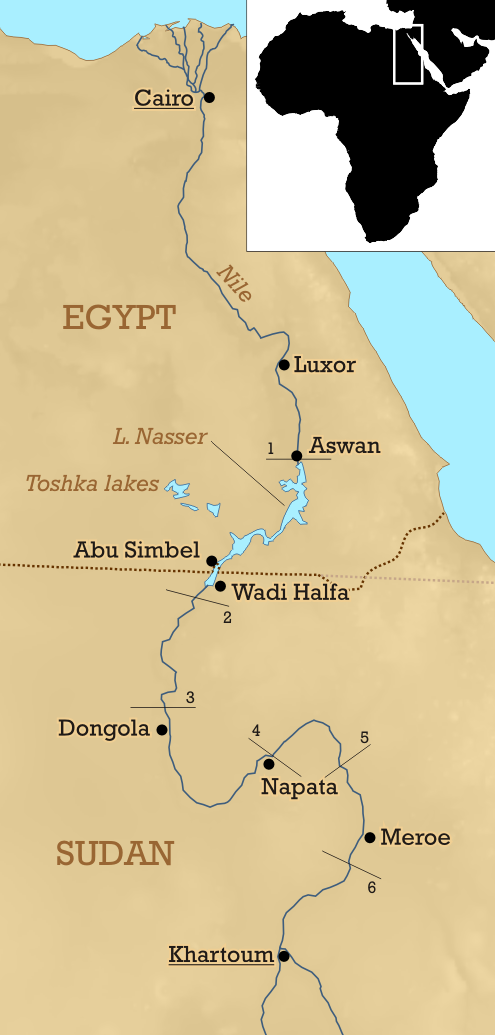
La región en:Nubia hoy. Creado por Mark Dingemanse. Publicado bajo la licencia Creative Commons Atribución 2.5.

Dodekaschoinos (en griego antiguo δυώδεκα σχοῖνοι = país de doce choinos) o país de doce millas, latinizado Dodecaschoenus, era el nombre de la tierra fronteriza en la Nubia inferior entre el Antiguo Egipto y Nubia. Siguiendo el Nilo río arriba, el país se extendía desde Syene doce Schoines, también llamadas millas egipcias, al sur.

## Historia
Se superpone con el Triakontaschoinos (en griego antiguo Τριακοντάσχοινος = país de treinta choinos) o país de treinta millas, latinizado Triacontaschoenus, un término geográfico y administrativo de los Ptolemeos para el área entre las primeras y segundas cataratas del Nilo.
Bajo dominio romano el emperador Augusto reorganizó el Dodekaschoinos, pero conservó la donación ptolemaica de sus ingresos al templo de Isis en Filae. En el año 298 los romanos bajo Diocleciano abandonaron el Dodekaschoinos.
Después de la caída de Meroe y con el advenimiento de Nobatia en el siglo V, las denominaciones Triakontaschoinos y Dodekaschoinos cayeron en desuso.